# 3790 Raywilson
3790 Raywilson eller 1937 UE är en asteroid i huvudbältet, som upptäcktes 26 oktober 1937 av den tyske astronomen Karl Wilhelm Reinmuth i Heidelberg. Den har fått sitt namn efter astronomen Raymond N. Wilson.
Asteroiden har en diameter på ungefär 14 kilometer och den tillhör asteroidgruppen Themis.